# Lætitia Denis
Lætitia Denis (née le 4 février 1988 à Yaoundé au Cameroun) est une athlète française spécialiste du 400 mètres haies licenciée au CA Chatelaillon.

## Carrière
Athlète polyvalente, elle fait ses débuts à l'heptathlon en se classant sixième des Championnats du monde cadets de 2005 avec un total de 5 402 points. Elle remporte en 2006 les titres nationaux juniors du 400 m haies et du 60 m haies, et devient vice-championne d'Europe du 110 m haies en 2007. Championne de France junior du 110 m haies en 2008, elle obtient la médaille de bronze du relais 4 × 400 m lors des Universiades d'été de 2009. 
En mars 2011, Lætitia Denis remporte la médaille de bronze du relais 4 × 400 m lors des Championnats d'Europe en salle de Paris-Bercy aux côtés de Muriel Hurtis, Floria Guei et Marie Gayot. L'équipe de France, qui établit le temps de 3 min 32 s 16, s'incline face à la Russie et le Royaume-Uni.

### Palmarès
| Date | Compétition                    | Lieu     | Résultat | Épreuve     |
| ---- | ------------------------------ | -------- | -------- | ----------- |
| 2007 | Championnats d'Europe juniors  | Hengelo  | 2e       | 100 m haies |
| 2009 | Universiade                    | Belgrade | 3e       | 4 x 100 m   |
| 2011 | Championnats d'Europe en salle | Paris    | 3e       | 4 × 400 m   |

### Records
| Épreuve       | Performance | Lieu   | Date            |
| ------------- | ----------- | ------ | --------------- |
| 400 m haies   | 57 s 40     | Angers | 25 juillet 2009 |
| 400 m (salle) | 53 s 29     | Paris  | 28 février 2010 |